# Namgyel Pel Sangpo
Namgyel Pel Sangpo (tib.: rnam rgyal dpal bzang po; chinesisch 喃加巴藏卜) (Lebensdaten unbekannt) war ein Kaiserlicher Lehrer (dishi / ti shri) nach 1362 am Ende der Mongolen-Dynastie. Chinesischen historischen Aufzeichnungen zufolge wurde ihm in der Zeit der Ming-Dynastie der Titel eines „Lehrers des Staates für wertvolle buddhistische Schätze“ (chinesisch 熾盛佛寶國師 / 炽盛佛宝国师, Pinyin chìshèng Fóbǎo guóshī) verliehen. Er war die vierzehnte Person in diesem Amt des höchsten Mönchsbeamten der Zentralregierung für buddhistische Angelegenheiten.